# سلسلة فورد F (الجيل الثامن)
سلسلة فورد إف (الجيل الثامن) (بالإنجليزية: Ford F-Series eighth generation) هي سلسلة من الشاحنات الخفيفة التي تم إنتاجها من قبل شركة فورد بين عامي 1986 و1991 لطرازات الأعوام من 1987 حتى 1991. كان هذا الجيل تحديثًا طفيفًا للجيل السابق من سلسلة إف.

## التصميم والتحديثات
تمت إعادة تصميم الجزء الأمامي للسيارة ليصبح أكثر انسيابية، مع مصابيح أمامية مركبة جديدة ومصد أمامي محدث. كما حصلت المقصورة على تحسينات داخلية، منها لوحة عدادات جديدة وتصميم داخلي أكثر راحة.
كما كان الجيل الثامن هو الأول الذي يستخدم حقن الوقود الإلكتروني كمعيار في محركات البنزين، بدلاً من المكربن التقليدي (الكربريتر).

## الفئات والتجهيزات
توفر الجيل الثامن من فورد إف-سيريس في عدة فئات، منها:
- F-150
- F-250
- F-350

مع توفر خيارات الدفع الثنائي والدفع الرباعي، بالإضافة إلى إصدارات الكابينة المفردة والكابينة الممتدة (سوبر كاب).

## المحركات
استخدمت هذه الشاحنات مجموعة متنوعة من المحركات، شملت:
- محرك 4.9 لتر خط-6
- محرك 5.0 لتر V8
- محرك 5.8 لتر V8
- محرك 7.5 لتر V8
- محرك ديزل 6.9 لتر V8 (حتى 1987)
- محرك ديزل 7.3 لتر V8 (من 1988 فصاعدًا)

## الإنتاج والنهاية
استمر إنتاج هذا الجيل حتى عام 1991، حيث تم استبداله بالجيل التاسع من سلسلة فورد إف. ومع نهاية هذا الجيل، كانت فورد قد عززت مكانتها كأحد أبرز مصنعي الشاحنات في أمريكا الشمالية.